# Служба военной информации (Испания)
Служба военной информации (исп. Servicio de Informacion Militar) или SIM — секретная служба Вооружённых сил Испанской Республики в период с августа 1937 года до конца Гражданской войны.

## История
По состоянию на 1937 год, в зоне, находящейся под контролем республиканцев, имелось 9 разведывательных и контрразведывательных организаций со своими собственными агентурными сетями: коммунистическая DEDIDE (Departamento Especial de Informacion del Estado), SIEP (Servicio Especial de Informacion Periferico), секретные службы армии, карабинеров, Министерства иностранных дел, генералитета, и т.д. Даже у интернациональных бригад была своя разведывательная служба, управляемая советским НКВД. 
Министр обороны республики Индалесио Прието решил реорганизовать разведывательные службы, чтобы усилить контроль центрального правительства и уменьшить неразбериху, происходящую от несогласованных действий и, зачастую, самочинных арестов.
9 августа 1937 года было объявлено о создании новой секретной службы, Servicio de Informacion Militar (SIM), которая должна была объединить все разведывательные структуры внутри республиканской зоны. Основными целями SIM были борьба с разведывательной службой Националистов SIPM (Servicio de Informacion y Policia Militar), нейтрализация «пятой колонны» и ограничение деятельности «неуправляемых».
В одном лишь Мадриде насчитывалось около 6000 агентов SIM; а бюджет её составлял 22 миллиона песет. В ней имелось 6 военных и 5 гражданских отделов.
SIM помогла остановить злодеяния «неуправляемых» (её агентам удалось защитить около 2000 священников, которые проводили разрешённые республиканским правительством религиозные службы) и разоблачить несколько разведывательных сетей Пятой колонны (Concepcion, Circulo Azul, Capitan Mora, Cruces de Fuego, etc.). В 1938 году СИМ раскрыла группу фалангистов в Каталонии, задержав 3500 человек.
Однако, со временем, секретная служба всё более использовалась Компартией Испании (PCE) для преследования её политических противников и, в результате, имела у населения заслуженную негативную репутацию. Причиной тому были внесудебные аресты, содержание в тайных тюрьмах, пытки и казни подозреваемых. 
Кроме того, в феврале 1938 года были созданы военные трибуналы, которые действовали в порядке упрощённого судопроизводства и без каких-либо правовых гарантий для обвиняемых Согласно Габриэлю Джексону, SIM было совершено около 1000 казней..
В марте 1939 года глава SIM в Мадриде поддержал переворот Касадо. С окончанием войны SIM была расформирована.

## Известные члены организации
- Хэмиш Фрейзер
- Артур, Лондон
- Эрих Мильке
- Вильгельм Цайссер